# Benin na Letnich Igrzyskach Olimpijskich 2004
Benin na Letnich Igrzyskach Olimpijskich 2000 reprezentowało 4 zawodników, 2 mężczyzn i 2 kobiety.

## Skład kadry

### Lekkoatletyka
| Zawodnik        | Konkurencja   | Kwal. | Kwal. | Ćwierćfinał           | Ćwierćfinał           | Półfinał               | Półfinał               | Finał                  | Finał                  |
| Zawodnik        | Konkurencja   | Wynik | Poz.  | Wynik                 | Poz.                  | Wynik                  | Poz.                   | Wynik                  | Poz.                   |
| --------------- | ------------- | ----- | ----- | --------------------- | --------------------- | ---------------------- | ---------------------- | ---------------------- | ---------------------- |
| Souhalia Alamou | bieg na 100 m | 10.48 | 4     | → Nie awansował dalej | → Nie awansował dalej | → Nie awansował dalej  | → Nie awansował dalej  | → Nie awansował dalej  | → Nie awansował dalej  |
| Fabienne Feraez | bieg na 200 m | 23.12 | 4 Q   | 23.24                 | 5                     | → Nie awansowała dalej | → Nie awansowała dalej | → Nie awansowała dalej | → Nie awansowała dalej |

### Pływanie
| Zawodnik            | Konkurencje           | Kwal.   | Kwal. | Półfinał               | Półfinał               | Finał                  | Finał                  |
| Zawodnik            | Konkurencje           | Wynik   | Poz.  | Wynik                  | Poz.                   | Wynik                  | Poz.                   |
| ------------------- | --------------------- | ------- | ----- | ---------------------- | ---------------------- | ---------------------- | ---------------------- |
| Alois Dansou        | 50 m stylem dowolnym  | 24.86   | 60    | → Nie awansował dalej  | → Nie awansował dalej  | → Nie awansował dalej  | → Nie awansował dalej  |
| Gloria Koussihouede | 100 m stylem dowolnym | 1:30.90 | 50    | → Nie awansowała dalej | → Nie awansowała dalej | → Nie awansowała dalej | → Nie awansowała dalej |